# Diocesi di Daltonganj
La diocesi di Daltonganj (in latino Dioecesis Daltonganiensis) è una sede della Chiesa cattolica in India suffraganea dell'arcidiocesi di Ranchi. Nel 2021 contava 69.200 battezzati su 3.358.000 abitanti. È retta dal vescovo Theodore Mascarenhas, S.F.X.

## Territorio
La diocesi comprende i distretti di Palamu, Garhwa e Latehar nell'estrema parte nord-occidentale dello stato indiano di Jharkhand.
Sede vescovile è la città di Daltonganj, dove si trova la cattedrale Shanti ki Maharani (Regina della Pace).
Il territorio è suddiviso in 23 parrocchie.

## Storia
La diocesi è stata eretta il 5 giugno 1971 con la bolla Supremi Ecclesiae di papa Paolo VI, ricavandone il territorio dall'arcidiocesi di Ranchi.
Il 1º aprile 1995 ha ceduto una porzione del suo territorio a vantaggio dell'erezione della diocesi di Hazaribag.

## Cronotassi dei vescovi
Si omettono i periodi di sede vacante non superiori ai 2 anni o non storicamente accertati.
- George Victor Saupin, S.I. † (5 giugno 1971 - 30 novembre 1987 nominato vescovo di Bhagalpur)
- Charles Soreng, S.I. † (23 ottobre 1989 - 1º aprile 1995 nominato vescovo di Hazaribag)
- Gabriel Kujur, S.I. (3 marzo 1997 - 7 luglio 2016 dimesso)
  - Sede vacante (2016-2023)[3]
- Theodore Mascarenhas, S.F.X., dal 30 novembre 2023

## Statistiche
La diocesi nel 2021 su una popolazione di 3.358.000 persone contava 69.200 battezzati, corrispondenti al 2,1% del totale.
| anno | popolazione | popolazione | popolazione | presbiteri | presbiteri | presbiteri | presbiteri                | diaconi | religiosi | religiosi | parrocchie |
| anno | battezzati  | totale      | %           | numero     | secolari   | regolari   | battezzati per presbitero | diaconi | uomini    | donne     | parrocchie |
| ---- | ----------- | ----------- | ----------- | ---------- | ---------- | ---------- | ------------------------- | ------- | --------- | --------- | ---------- |
| 1980 | 48.870      | 4.242.000   | 1,2         | 54         | 12         | 42         | 905                       |         | 80        | 252       | 18         |
| 1988 | 70.466      | 4.420.000   | 1,6         | 101        | 36         | 65         | 697                       |         | 151       | 322       | 30         |
| 1997 | 55.844      | 2.465.191   | 2,3         | 54         | 39         | 15         | 1.034                     |         | 44        | 133       | 21         |
| 2000 | 56.110      | 2.456.000   | 2,3         | 63         | 40         | 23         | 890                       |         | 53        | 147       | 23         |
| 2001 | 56.580      | 2.457.095   | 2,3         | 59         | 39         | 20         | 958                       |         | 50        | 114       | 23         |
| 2003 | 56.650      | 2.458.450   | 2,3         | 64         | 42         | 22         | 885                       |         | 22        | 152       | 23         |
| 2004 | 56.960      | 2.459.840   | 2,3         | 63         | 39         | 24         | 904                       |         | 29        | 156       | 23         |
| 2006 | 60.675      | 2.461.900   | 2,5         | 63         | 41         | 22         | 963                       |         | 25        | 155       | 23         |
| 2013 | 62.815      | 2.706.000   | 2,3         | 75         | 41         | 34         | 837                       |         | 52        | 186       | 23         |
| 2016 | 65.350      | 3.209.360   | 2,0         | 79         | 43         | 36         | 827                       |         | 55        | 199       | 23         |
| 2019 | 67.780      | 3.288.850   | 2,1         | 78         | 52         | 26         | 868                       |         | 41        | 150       | 23         |
| 2021 | 69.200      | 3.358.000   | 2,1         | 86         | 60         | 26         | 804                       |         | 41        | 262       | 23         |